# Сильвен, Франк
Франк Сильвен (фр. Franck Sylvain; 3 августа 1909, Гран-Гоав, Гаити — 3 января 1987, Порт-о-Пренс, Гаити) — гаитянский государственный деятель, и. о. президента Гаити (1957).

## Биография
Получил высшее юридическое образование, работал в качестве адвоката. В 1934 г. стал основателем антикоммунистической газеты «Крестовый поход» («La Croisade»). Он также выступил основателем «Объединения народа Гаити» (Ассоциация народу Гаити), предшественника одноименной партии. Во время правления Поля Маглуара (1950—1956) был судьей и приобрел хорошую репутацию после того как вынес обвинительный приговор одному из близких друзей президента.
В феврале-апреле 1957 г. — исполняющий обязанности президента Гаити, победив влиятельного плантатора Луи Дежуа. Однако через 56 дней был свергнут генералом Леоном Кантавом. Впоследствии пребывание политика у власти получило название «56 дней Франка Сильвена».